# Charlotte E. Ray
Pour les articles homonymes, voir Ray.
Charlotte E. Ray, née le 13 janvier 1850 à New York et morte le 4 janvier 1911 à Woodside, est la première avocate noire américaine aux États-Unis. Ray est diplômée de la faculté de droit de l’université Howard en 1872. Elle est également la première femme admise au barreau du district de Columbia et la première femme à exercer sa profession devant la Cour suprême du district de Columbia. Son admission est utilisée comme un précédent par les femmes d'autres États qui souhaitent aussi être admises au barreau. 
Ray ouvre son propre cabinet d'avocats et en fait la promotion dans un journal dirigé par Frederick Douglass. Cependant, elle n’exerce le droit que pendant quelques années car les préjugés contre les Afro-Américains et les femmes rendent son commerce intenable. Ray déménage finalement à New York, où elle devient enseignante à Brooklyn. Elle s'implique alors dans le mouvement pour le suffrage féminin et a rejoint la National Association of Colored Women's Clubs. 

## Biographie
Charlotte Ray naît à New York de Charlotte Augusta Burroughs et du révérend Charles Bennett Ray (en). Le révérend Ray est une figure importante du mouvement abolitionniste et édite le journal The Colored American. Charlotte Ray a six frères et sœurs, dont l'une est la poétesse Cordelia Ray (en). L'éducation est importante pour son père, qui veille à ce que chacune de ses filles aille à l'université. Charlotte fréquente la Normal School for Colored Girls à Washington, où elle obtient son diplôme en 1869. C'est l'un des rares endroits où une femme noire peut acquérir une éducation adéquate à l'époque[réf. nécessaire]. 
Après cela, Ray devient professeure à l'université Howard, dans ce qui est l’école préparatoire de l’université. Alors qu’elle enseigne à Howard, elle s’inscrit au département de droit sous le nom de CE Ray. Charlotte Ray obtient son diplôme le 27 février 1872, complétant un programme de trois ans, et devient la première femme à obtenir son diplôme de la faculté de droit de l'université Howard. Des sources affirment qu'elle obtient aussi son diplôme de Phi Beta Kappa mais l'université Howard n'a pas reçu de chapitre de Phi Beta Kappa avant 1953.
Pendant ses études en droit, elle se serait spécialisée en droit des sociétés. Elle est identifiée comme étant la femme, citée par le général OO Howard, fondateur et premier président de l'université Howard, « ayant lu une thèse sur les entreprises, non copiée des livres, mais de son cerveau, sur les questions juridiques les plus délicates ». D'autres suggèrent qu'il s'agit de Mary Ann Shadd Cary. 

### Controverse sur son admission
Elle est admise à la Howard School of Law du district de Columbia en 1872 parce qu'elle a posé sa candidature sous le nom de « CE Ray » et qu'elle utilise un autre nom pour dissimuler son sexe afin que son admission ne soit pas immédiatement révoquée. Selon d’autres sources, son utilisation des initiales n’est pas prouvée et ne fut pas nécessaire, car à cette époque, l’université Howard a une politique d’acceptation des Noirs et des femmes clairement définie. 

## Carrière
Ray est admise au barreau du district de Columbia le 2 mars 1872 et commence à exercer à la Cour suprême du district de Columbia le 23 avril 1872,. Sa nomination est notée dans le Woman's Journal et est classée parmi les Femmes du siècle. Ray commence sa pratique indépendante du droit commercial en 1872, en faisant sa publicité dans des journaux tels que New National Era et Citizen , appartenant à Frederick Douglass,. Certaines sources suggèrent qu'elle veut se spécialiser en droit immobilier, ce qui implique moins de comparutions devant un tribunal. 
Néanmoins, il existe des preuves qu'elle est active au tribunal. Elle est la première femme à pratiquer et à plaider devant la Cour suprême du district de Columbia où elle plaide la cause de Gadley v. Gadley (vt.  Godling v. Godling), No 4278, déposée le 3 juin 1875. Dans cette affaire, elle défend une femme sans éducation qui demande le divorce d'un mari violent. Les arguments sont fondés sur les motifs « d'ivresse habituelle » et de « cruauté de traitement, mettant en danger la vie ou la santé de la partie plaignant ». La requête de Ray évoque avec force la violence du mariage, décrivant un incident dans lequel le mari a d'abord brisé le lit, puis « est descendu, pris une hache et est revenu », dans le but de faire tomber sa femme et de lui briser le cou,. 
Charlotte Ray est réputée pour son éloquence, son autorité et pour être « l'un des meilleurs avocats en droit des sociétés du pays »,,. Pourtant, malgré ses liens avec Howard et ses publicités, elle est incapable de maintenir un flux de clientèle constant, suffisant pour subvenir à ses besoins. Indépendamment de ses connaissances juridiques et de son expertise en droit des sociétés, peu de personnes sont prêtes à faire confiance à une femme noire pour leur cas,. En 1897, Kate Kane Rossi, avocate au Wisconsin, rappelle que « Mlle Ray... bien que juriste d'une grande capacité, en raison de son sexe et de sa couleur de peau, n'a pas été en mesure d’obtenir suffisamment d’affaires juridiques et a dû abandonner sa... pratique active »,. Au lieu de cela, elle retourne enseigner, travaillant à Brooklyn. 

## Vie privée
La poétesse Henrietta Cordelia Ray est l'une de ses sœurs. À un moment donné, les trois sœurs sont enseignantes. Charlotte cesse d'enseigner pendant un certain temps pour pratiquer le droit et Henrietta Cordelia cesse d'enseigner pour obtenir sa maîtrise et écrire de la poésie. 
Ray assiste à la convention de New York de la National Woman Suffrage Association en 1876. Après 1895, Ray semble avoir été active au sein de la National Association of Colored Women's Clubs. 
Elle se marie à la fin des années 1880 et prend le nom de Fraim. 
En 1897, elle s'installe à Woodside, Long Island , où elle meurt d'une grave bronchite à l'âge de 60 ans le 4 janvier 1911,,. 

## Honneurs posthumes
En mars 2006, la section de la Phi Alpha Delta (en) de la faculté de droit de l'université du Nord-Est (Boston) choisit d’honorer Ray en donnant son nom à leur chapitre nouvellement créé, en reconnaissance de sa place en tant que première avocate afro-américaine.